# Erik Figueroa
Erik Figueroa, född 4 januari 1991, var en svensk före detta fotbollsspelare. Han spelade både mittback och vänsterback.

## Karriär
Figueroa växte upp i Sundbyberg. Hans moderklubb är AIK. Han skrev på sin tjugonde födelsedag på ett A-lagskontrakt med Hammarby IF efter tidigare ha spelat i samarbetsklubben Hammarby TFF. Figueroa lämnade efter säsongen 2013 Hammarby då klubben ej valde att förlänga kontraktet med honom.
Den 25 februari 2014 blev Figueroa klar för division 1-klubben Vasalunds IF. Inför säsongen 2015 flyttade han till IK Sirius.
I december 2016 värvades Figueroa av IF Brommapojkarna, där han skrev på ett tvåårskontrakt. Den 9 januari 2019 värvades Figueroa av chilenska Unión La Calera. Den 20 januari 2020 värvades Figueroa av Helsingborgs IF, där han skrev på ett ettårskontrakt. Efter säsongen 2020 lämnade Figueroa klubben.
I mars 2021 skrev Figueroa på för Akropolis IF. Säsongen 2022 gick han till Vasalunds IF i Ettan Norra.